# Fed Cup 2011 Zona Asia/Oceania Gruppo II - Pool A
Il Pool A della zona Asia/Oceania Gruppo II nella Fed Cup 2011 è uno dei due gironi in cui è suddiviso il Gruppo II della zona Asia/Oceania. Quattro squadre si sono scontrate nel formato round robin. (vedi anche Pool B)
|   | Pool A             | Indonesia (bandiera) | Filippine (bandiera) | Pakistan (bandiera) | Kirghizistan (bandiera) |
| 1 | Indonesia (3-0)    |                      | 3-0                  | 3-0                 | 3-0                     |
| 2 | Filippine (2-1)    | 0-3                  |                      | 3-0                 | 3-0                     |
| 3 | Pakistan (1-2)     | 0-3                  | 0-3                  |                     | 2-1                     |
| 4 | Kirghizistan (0-3) | 0-3                  | 0-3                  | 1-2                 |                         |

## Indonesia vs. Filippine
| Indonesia 3 | National Tennis Centre, Nonthaburi, Thailandia 2 febbraio 2011 cemento outdoor | National Tennis Centre, Nonthaburi, Thailandia 2 febbraio 2011 cemento outdoor | Filippine 0 |     |   |  |
| \| \| \| \| 1 \| 2 \| 3 \| \| \| - \| \| --------------------------------------------------------------------- \| --- \| --- \| - \| \| \| 1 \| \| Ayu-Fani Damayanti Anna Clarice Patrimonio \| 6 4 \| 6 2 \| \| \| \| 2 \| \| Lavinia Tananta Anna Christine Patrimonio \| 6 2 \| 6 0 \| \| \| \| 3 \| \| Yayuk Basuki / Jessy Rompies Tamitha Nguyen / Anna Clarice Patrimonio \| 6 1 \| 6 2 \| \| \| |                                                                                |                                                                                |             |     |   |  |
| |                                                                                |                                                                                | 1           | 2   | 3 |  |
| 1 | Indonesia (bandiera) · Filippine (bandiera)                                    | Ayu-Fani Damayanti Anna Clarice Patrimonio                                     | 6 4         | 6 2 |   |  |
| 2 | Indonesia (bandiera) · Filippine (bandiera)                                    | Lavinia Tananta Anna Christine Patrimonio                                      | 6 2         | 6 0 |   |  |
| 3 | Indonesia (bandiera) · Filippine (bandiera)                                    | Yayuk Basuki / Jessy Rompies Tamitha Nguyen / Anna Clarice Patrimonio          | 6 1         | 6 2 |   |  |

## Kirghizistan vs. Pakistan
| Kirghizistan 1 | National Tennis Centre, Nonthaburi, Thailandia 2 febbraio 2011 cemento outdoor | National Tennis Centre, Nonthaburi, Thailandia 2 febbraio 2011 cemento outdoor | Pakistan 2 |     |   |  |
| \| \| \| \| 1 \| 2 \| 3 \| \| \| - \| \| ------------------------------------------------------------------------ \| --- \| --- \| - \| \| \| 1 \| \| Emilia Tenizbaeva Ushna Suhail \| 1 6 \| 1 6 \| \| \| \| 2 \| \| Zhamilia Duisheeva Sarah Mahboob Khan \| 6 0 \| 6 4 \| \| \| \| 3 \| \| Zhamilia Duisheeva / Emilia Tenizbaeva Sarah Mahboob Khan / Ushna Suhail \| 4 6 \| 2 6 \| \| \| |                                                                                |                                                                                |            |     |   |  |
| |                                                                                |                                                                                | 1          | 2   | 3 |  |
| 1 | Kirghizistan (bandiera) · Pakistan (bandiera)                                  | Emilia Tenizbaeva Ushna Suhail                                                 | 1 6        | 1 6 |   |  |
| 2 | Kirghizistan (bandiera) · Pakistan (bandiera)                                  | Zhamilia Duisheeva Sarah Mahboob Khan                                          | 6 0        | 6 4 |   |  |
| 3 | Kirghizistan (bandiera) · Pakistan (bandiera)                                  | Zhamilia Duisheeva / Emilia Tenizbaeva Sarah Mahboob Khan / Ushna Suhail       | 4 6        | 2 6 |   |  |

## Indonesia vs. Pakistan
| Indonesia 3 | National Tennis Centre, Nonthaburi, Thailandia 3 febbraio 2011 cemento outdoor | National Tennis Centre, Nonthaburi, Thailandia 3 febbraio 2011 cemento outdoor | Pakistan 0 |     |   |  |
| \| \| \| \| 1 \| 2 \| 3 \| \| \| - \| \| ----------------------------------------------------- \| --- \| --- \| - \| \| \| 1 \| \| Ayu-Fani Damayanti Ushna Suhail \| 6 1 \| 6 0 \| \| \| \| 2 \| \| Lavinia Tananta Sarah Mahboob Khan \| 6 0 \| 6 1 \| \| \| \| 3 \| \| Yayuk Basuki / Jessy Rompies Saba Aziz / Sara Mansoor \| 6 0 \| 6 0 \| \| \| |                                                                                |                                                                                |            |     |   |  |
| |                                                                                |                                                                                | 1          | 2   | 3 |  |
| 1 | Indonesia (bandiera) · Pakistan (bandiera)                                     | Ayu-Fani Damayanti Ushna Suhail                                                | 6 1        | 6 0 |   |  |
| 2 | Indonesia (bandiera) · Pakistan (bandiera)                                     | Lavinia Tananta Sarah Mahboob Khan                                             | 6 0        | 6 1 |   |  |
| 3 | Indonesia (bandiera) · Pakistan (bandiera)                                     | Yayuk Basuki / Jessy Rompies Saba Aziz / Sara Mansoor                          | 6 0        | 6 0 |   |  |

## Kirghizistan vs. Filippine
| Kirghizistan 0 | National Tennis Centre, Nonthaburi, Thailandia 3 febbraio 2011 cemento outdoor | National Tennis Centre, Nonthaburi, Thailandia 3 febbraio 2011 cemento outdoor | Filippine 3 |     |   |  |
| \| \| \| \| 1 \| 2 \| 3 \| \| \| - \| \| ----------------------------------------------------------------------------- \| --- \| --- \| - \| \| \| 1 \| \| Alena Panfilova Tamitha Nguyen \| 0 6 \| 0 6 \| \| \| \| 2 \| \| Zhamilia Duisheeva Anna Clarice Patrimonio \| 1 6 \| 1 6 \| \| \| \| 3 \| \| Alena Panfilova / Emilia Tenizbaeva Anna Christine Patrimonio / Marinel Rudas \| 0 6 \| 0 6 \| \| \| |                                                                                |                                                                                |             |     |   |  |
| |                                                                                |                                                                                | 1           | 2   | 3 |  |
| 1 | Kirghizistan (bandiera) · Filippine (bandiera)                                 | Alena Panfilova Tamitha Nguyen                                                 | 0 6         | 0 6 |   |  |
| 2 | Kirghizistan (bandiera) · Filippine (bandiera)                                 | Zhamilia Duisheeva Anna Clarice Patrimonio                                     | 1 6         | 1 6 |   |  |
| 3 | Kirghizistan (bandiera) · Filippine (bandiera)                                 | Alena Panfilova / Emilia Tenizbaeva Anna Christine Patrimonio / Marinel Rudas  | 0 6         | 0 6 |   |  |

## Indonesia vs. Kirghizistan
| Indonesia 3 | National Tennis Centre, Nonthaburi, Thailandia 4 febbraio 2011 cemento outdoor | National Tennis Centre, Nonthaburi, Thailandia 4 febbraio 2011 cemento outdoor | Kirghizistan 0 |     |   |  |
| \| \| \| \| 1 \| 2 \| 3 \| \| \| - \| \| ----------------------------------------------------------------- \| --- \| --- \| - \| \| \| 1 \| \| Ayu-Fani Damayanti Emilia Tenizbaeva \| 6 0 \| 6 0 \| \| \| \| 2 \| \| Lavinia Tananta Zhamilia Duisheeva \| 6 2 \| 6 0 \| \| \| \| 3 \| \| Yayuk Basuki / Jessy Rompies Zhamilia Duisheeva / Alena Panfilova \| 6 0 \| 6 0 \| \| \| |                                                                                |                                                                                |                |     |   |  |
| |                                                                                |                                                                                | 1              | 2   | 3 |  |
| 1 | Indonesia (bandiera) · Kirghizistan (bandiera)                                 | Ayu-Fani Damayanti Emilia Tenizbaeva                                           | 6 0            | 6 0 |   |  |
| 2 | Indonesia (bandiera) · Kirghizistan (bandiera)                                 | Lavinia Tananta Zhamilia Duisheeva                                             | 6 2            | 6 0 |   |  |
| 3 | Indonesia (bandiera) · Kirghizistan (bandiera)                                 | Yayuk Basuki / Jessy Rompies Zhamilia Duisheeva / Alena Panfilova              | 6 0            | 6 0 |   |  |

## Filippine vs. Pakistan
| Filippine 3 | National Tennis Centre, Nonthaburi, Thailandia 4 febbraio 2011 cemento outdoor | National Tennis Centre, Nonthaburi, Thailandia 4 febbraio 2011 cemento outdoor | Pakistan 0 |     |     |  |
| \| \| \| \| 1 \| 2 \| 3 \| \| \| - \| \| ------------------------------------------------------------------ \| --- \| --- \| --- \| \| \| 1 \| \| Tamitha Nguyen Ushna Suhail \| 5 7 \| 6 3 \| 6 3 \| \| \| 2 \| \| Anna Clarice Patrimonio Sarah Mahboob Khan \| 6 4 \| 6 0 \| \| \| \| 3 \| \| Anna Christine Patrimonio / Marinel Rudas Saba Aziz / Sara Mansoor \| 6 0 \| 6 1 \| \| \| |                                                                                |                                                                                |            |     |     |  |
| |                                                                                |                                                                                | 1          | 2   | 3   |  |
| 1 | Filippine (bandiera) · Pakistan (bandiera)                                     | Tamitha Nguyen Ushna Suhail                                                    | 5 7        | 6 3 | 6 3 |  |
| 2 | Filippine (bandiera) · Pakistan (bandiera)                                     | Anna Clarice Patrimonio Sarah Mahboob Khan                                     | 6 4        | 6 0 |     |  |
| 3 | Filippine (bandiera) · Pakistan (bandiera)                                     | Anna Christine Patrimonio / Marinel Rudas Saba Aziz / Sara Mansoor             | 6 0        | 6 1 |     |  |